# 中津城
中津城（なかつじょう）または中津川城（なかつがわ（の）じょう）は、大分県中津市二ノ丁（豊前国中津）にあった日本の城。黒田孝高（如水）が築城し、細川忠興が完成させた。 大分県指定史跡。享保2年（1717年）からは、奥平家が居城としていた（中津藩も参照）。

## 歴史
- 天正15年（1587年） - 黒田孝高（如水）が、豊臣秀吉より豊前国6郡12万3000石（一説には16万石・その後の検地で18万石となる）を与えられる。当初、馬ヶ岳城に入城した。
- 天正16年（1588年） - 黒田孝高（如水）は、領地の中心である山国川河口に中津城の築城を始めた。
- 同年-熊本の一揆征伐で黒田孝高（如水）が中津城を留守の間に、嫡男の長政は、敵対していた城井鎮房（宇都宮鎮房）を中津城内に引き入れて、惨殺する。城内には、城井鎮房を祀った城井神社がある。
- 慶長5年（1600年） - 黒田家は関ヶ原の戦い時に、徳川方につき、中津城から西軍の所領を攻めた。長政の戦功により筑前52万石に加増、名島城に転封となり築城が中断される。
- 同年 - 細川忠興が豊前国と豊後国2郡39万石で入封。大修築を開始する。
- 慶長7年（1602年） - 小倉城築城に着手し、忠興は小倉城を主城、居城とする。修築中の中津城の城主は細川興秋になる。
- 元和7年（1621年） - 扇形の縄張りに拡張され、中津城が完成。
- 寛永9年（1632年） - 細川家の熊本藩転封に伴い、小笠原長次が8万石で入封し事実上中津藩が成立。以後、中津城は中津藩藩主家の居城となる。
- 享保2年（1717年） - 奥平昌成が10万石で入封。明治維新まで奥平家の居城となった。
- 安政3年（1856年） - 海防強化のため、海から城への入口に当たる山国川河口（現在は支流の中津川河口）の三百間突堤に砲台を建設。
- 文久3年（1863年） - 本丸に松の御殿を新築する。この御殿は小倉県、福岡県、大分県の中津支庁舎として転用された。
- 1869年（明治2年） - 版籍奉還によって府藩県三治制下における中津藩の藩庁が置かれる。
- 1870年（明治3年） - 福沢諭吉の進言によって、中津藩士は御殿を残してその他建造物を破却する。
- 1871年（明治4年） - 廃藩置県により中津県の県庁が置かれる。同年、小倉県に併合され中津支庁が置かれる。
- 1877年（明治10年） - 西南戦争の際、西郷隆盛挙兵に呼応した増田宋太郎率いる中津隊の襲撃により中津支庁舎であった御殿が焼失する。跡地には中津神社が創建される。
- 1964年（昭和39年） - 旧藩主奥平家当主奥平昌信が中心となり、市民らの寄付を合わせて模擬天守が建造される。
- 2007年（平成19年） - 模擬天守等の建築物を所有する中津勧業が、土地、建物を、中津市や民間企業に売却する方針を示す。
- 2010年（平成22年）10月4日 - 中津勧業が模擬天守等の建物を埼玉県の企業千雅に売却することを決定[2][3]。
- 2011年（平成23年）5月 - 千雅が管理運営を一般社団法人中津城に移管する。現在は、一般社団法人中津城から業務を引き継いだ株式会社千雅商事が運営を行っている。国内で唯一の株式会社が保有運営する城郭である。
- 2014年（平成26年） - 築城主である黒田如水を題材にした大河ドラマ『軍師官兵衛』の制作決定に伴い、中津市の全面協力において城内を再整備された。城内に如水の石像としては初めて「黒田如水石像」が建立された。
- 2017年（平成29年） - 続日本100名城（191番）に選定された[4]。
- 2020年（令和3年）- 観光庁の城泊・寺泊による歴史的資源の活用事業[5]等に採択されたことで、今後には城泊を行う予定。
- 2024年（令和6年）-「6億円開運中津城模型」公開。2024年（令和6年）には一万円紙幣の肖像が福澤諭吉から渋沢栄一に交代するため、中津市などが行っている「不滅の福澤プロジェクト」の一貫として、長年使用されて廃棄処分となった一万円札紙幣6億円相当分を用いた1/20スケールの中津城の模型を作成し、天守閣3階にて公開した。

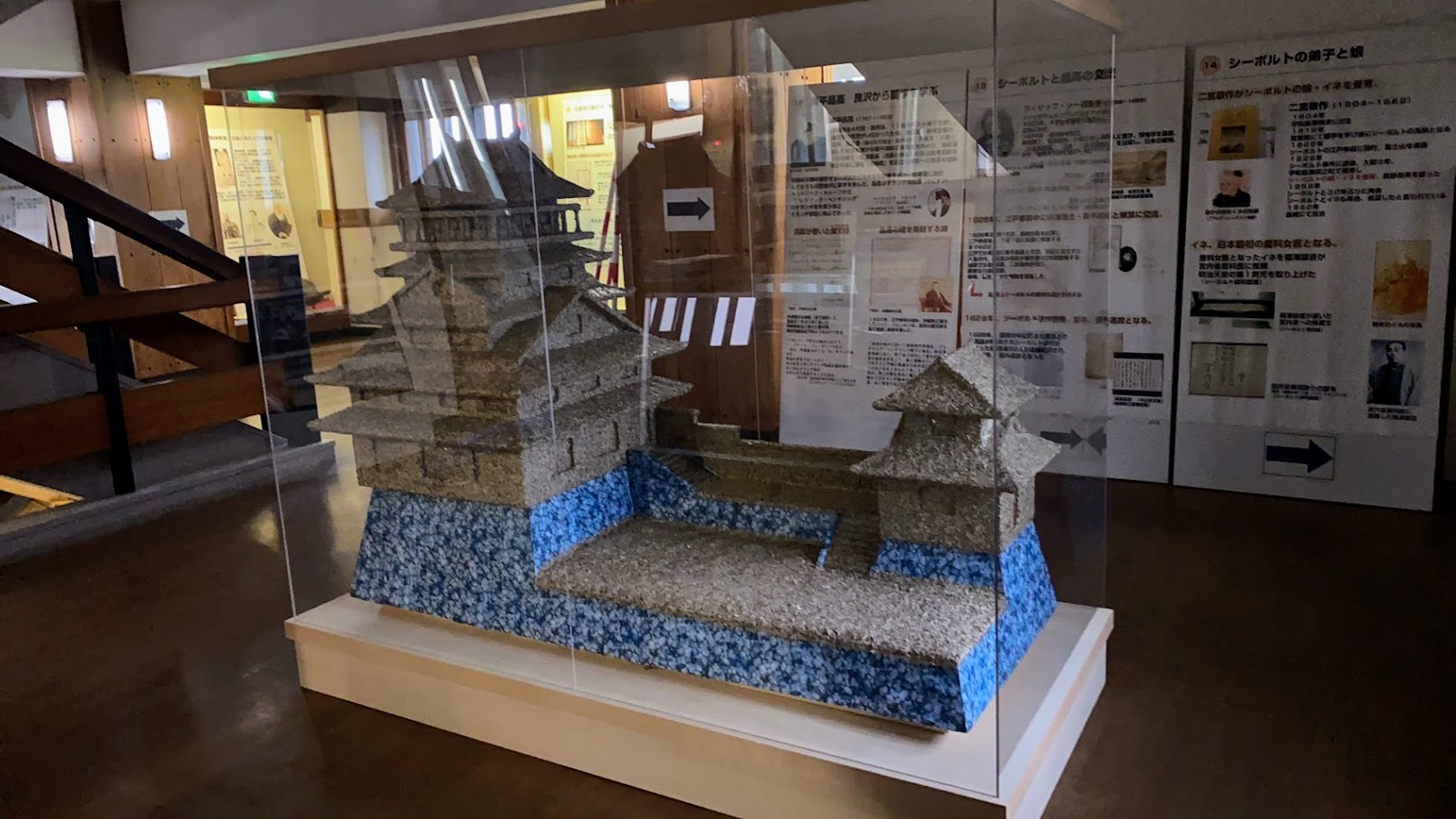

## 構造
周防灘（豊前海）に臨む中津川（山国川の派川）河口の地に築城された梯郭式の平城である。堀には海水が引き込まれているため、水城（海城）ともされ、今治城・高松城と並ぶ日本三大水城の一つに数えられている。本丸を中心として、北に二の丸、南に三ノ丸があり、全体ではほぼ直角三角形をなしていたため扇形に例えて「扇城（せんじょう）」とも呼ばれていた。櫓の棟数は22基、門は8棟。総構には、6箇所の虎口が開けられた。
中津城は、冬至の日には、朝日は宇佐神宮の方角から上り、夕日は英彦山の方角に落ちる場所に築城されている。また、吉富町にある八幡古表神社と薦神社とを結ぶ直線上に位置する。鬼門である北東には、闇無浜神社（くらなしはま）がある。

### 天守
江戸時代の絵図には天守は描かれておらず、「中津城下図」には、中津川沿岸の本丸鉄門脇に三重櫓が描かれているのみである。しかし、黒田孝高（如水）の手紙には｢天守に銭を積んで蓄えた｣とある。その後、元和5年1月5日細川忠興書状に、小笠原忠真（忠興の三男忠利の義兄弟）へ中津城の天守を譲るとあり、当時忠真が築城中だった明石城へ送られたが、実際の明石城には天守はなく、他の建物に転用されたと考えられる。また、文禄2年（1593年）に亡くなった小河信章の跡を継いだ小河之直へ長政が発した3月3日付書状に、天守の欄干が腐った旨の記述があるが、これが中津城かその後の居城福岡城を指すかは不明である。

### 堀・石垣
中津城に残る黒田孝高（如水）が普請した石垣は、天正16年（1588年）に普請された現存する近世城郭の石垣としては九州最古のものである。本丸上段北面石垣（模擬天守北面下）は、黒田家の石垣に細川家が石垣を継いだ境が見られる。また、本丸南の堀と石垣は、中津市によって修復、復元されている。ここにも黒田・細川時代の石垣改修の跡を見ることができる。

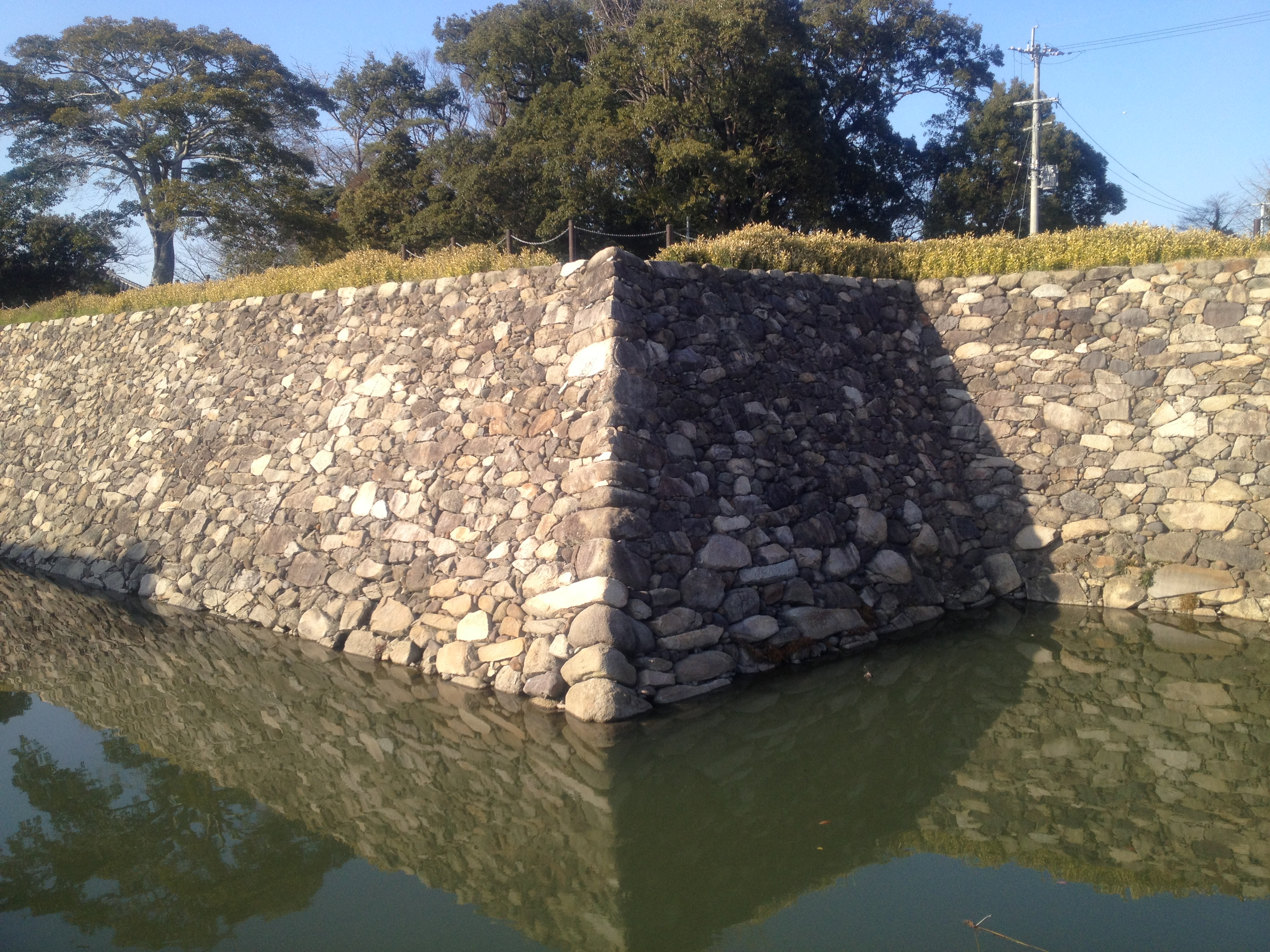
復元された水堀と改修された本丸下段南面石垣
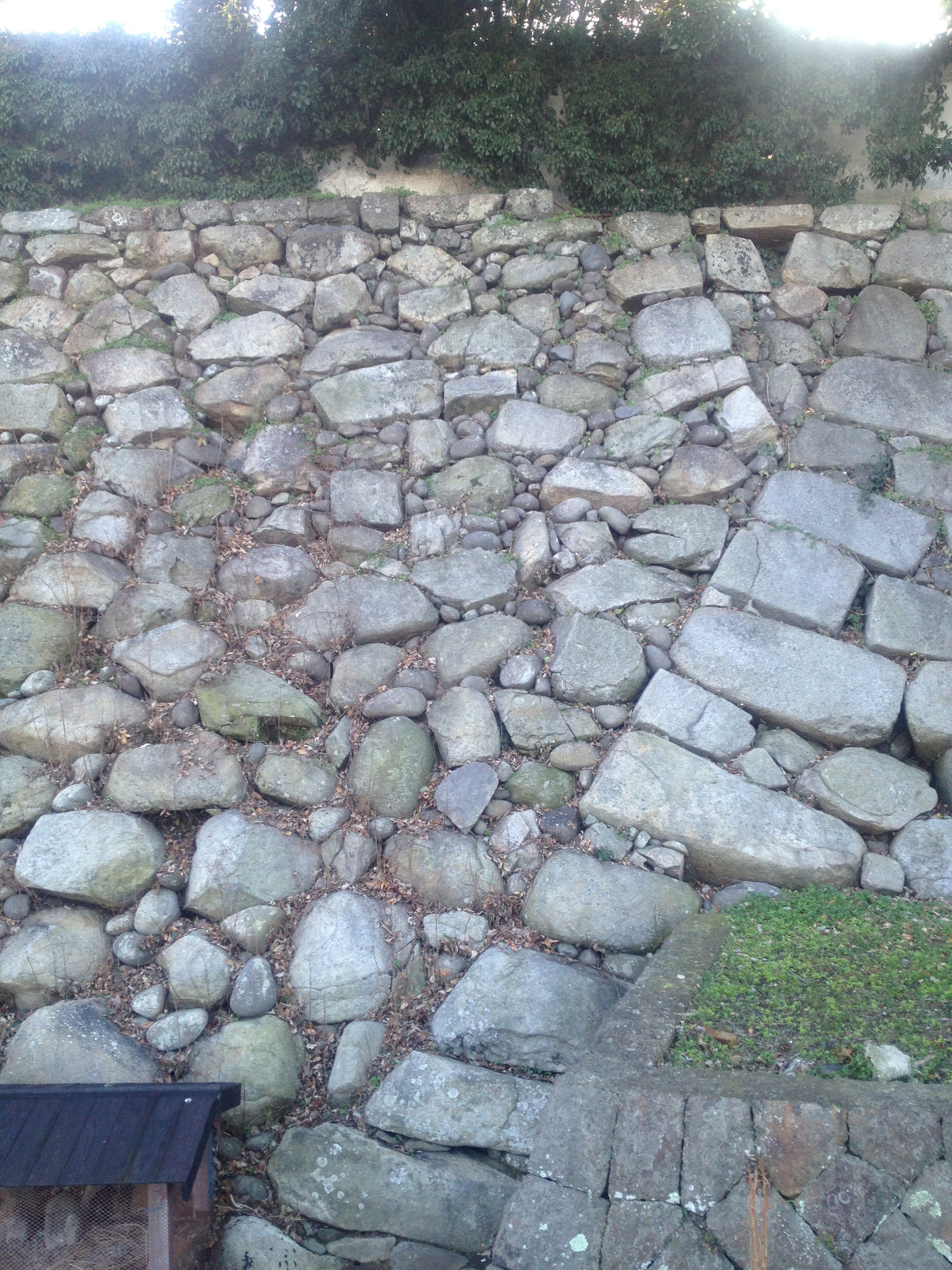
本丸上段北面石垣にある継ぎ目（左が細川氏、右が黒田氏普請）
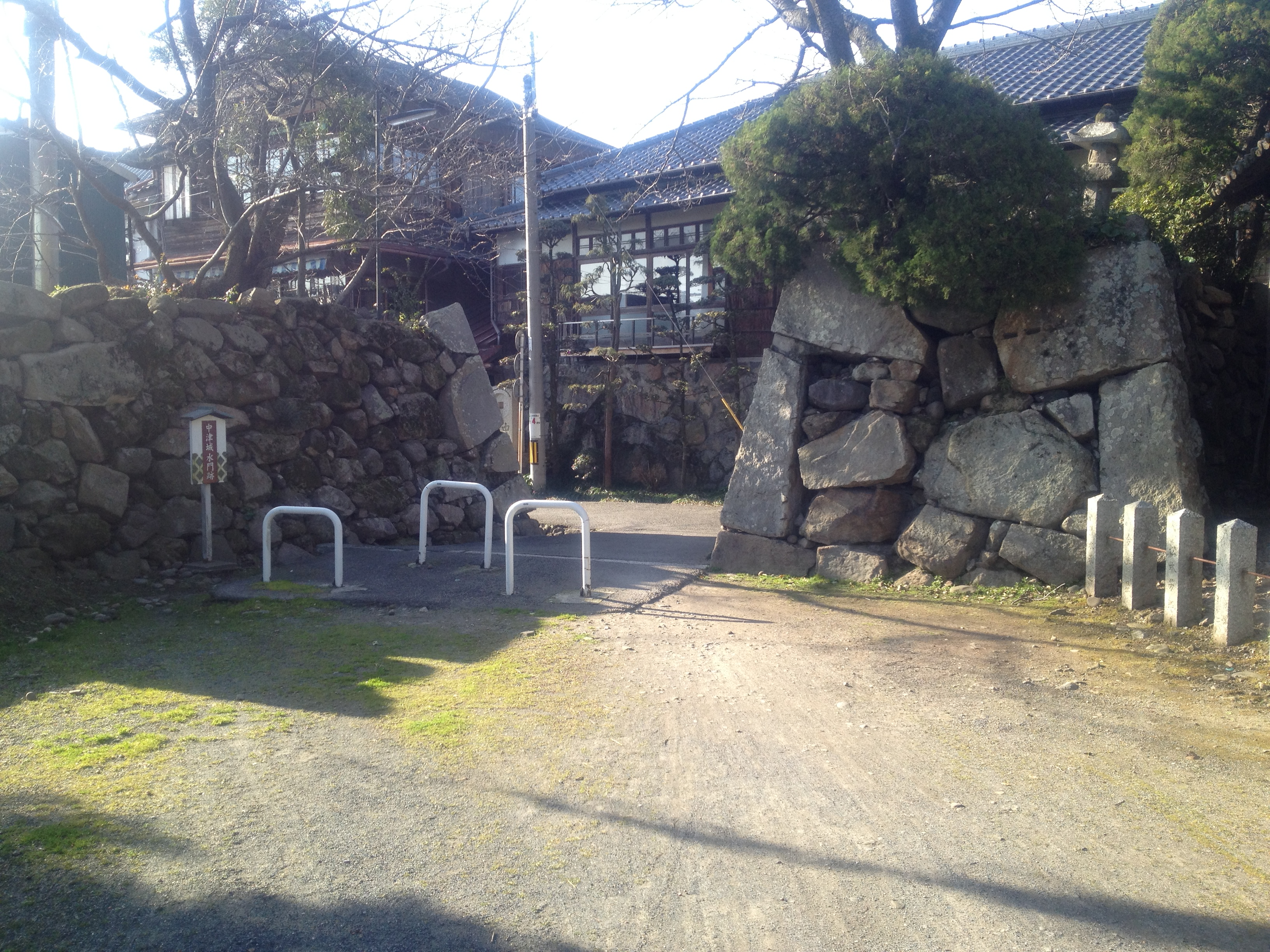
本丸南西部にあった水門跡

### 城下町

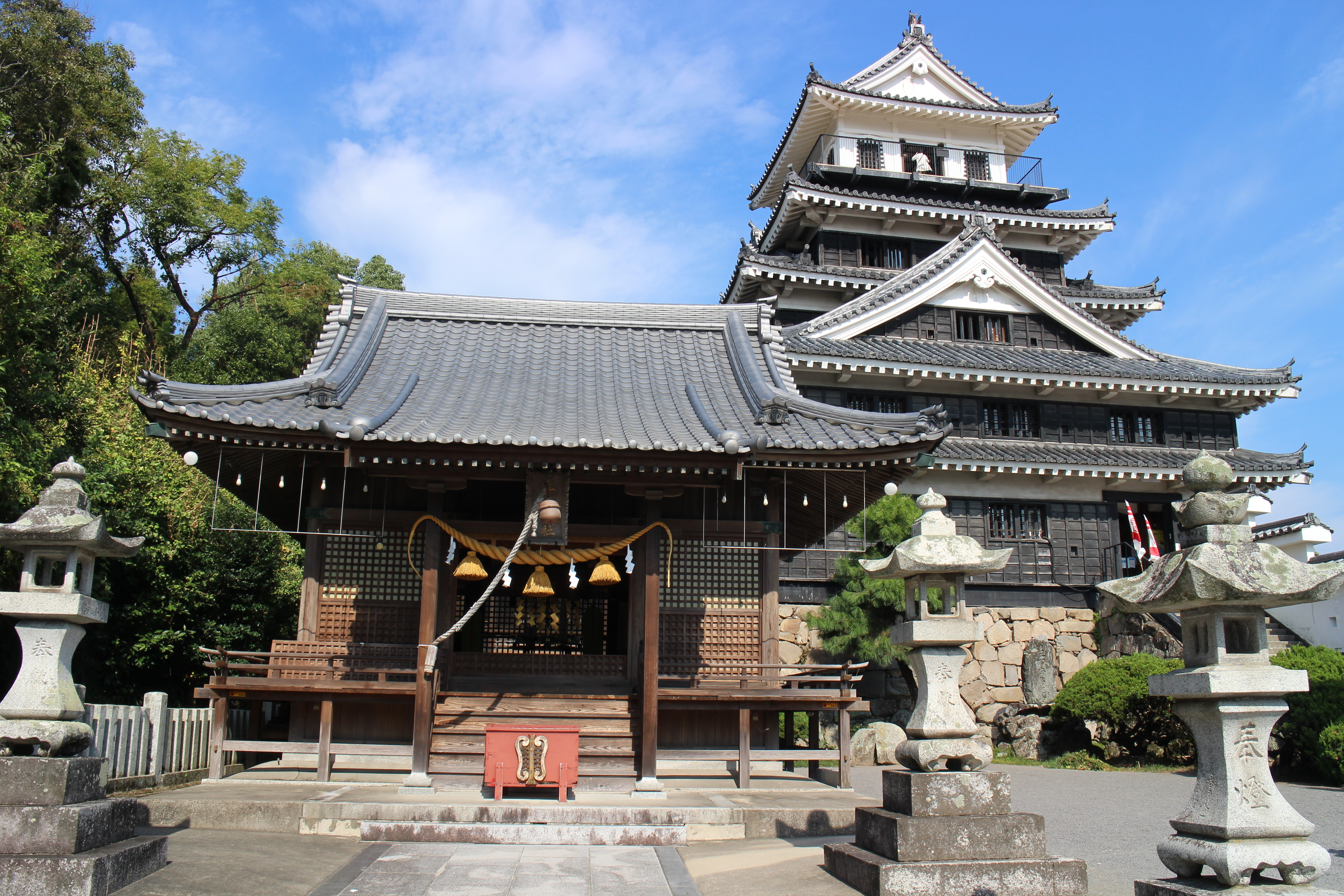
天守と奥平神社

扇状の旧城下町には、今でも築城した黒田官兵衛にちなんだ「姫路町」や「京町」などの町名が残る。

## 復元建造物

### 模擬天守閣
昭和39年（1964年）、本丸上段の北東隅櫓跡（薬研堀端）に観光開発を目的として模擬天守閣が建てられた。
奥平昌信が中心となって構想し、小倉城や名古屋城などの天守外観の復興に携わった、東京工業大学教授の藤岡通夫が設計を手がけた。鉄筋コンクリート構造で、外観は萩城天守をモデルとして外壁仕上げは下見板張りを模し、外観5重内部5階（5重5階）構造で高さは23メートルある。

### 大鞁櫓
模擬天守南には望楼型の二重櫓が建てられ、「城主の馬具等を格納するところ」という意味で大鞁櫓（だいひやぐら）と呼ばれる。
かつてこの場所には南東隅櫓があり、層塔型で多門櫓を続櫓として付属させている姿が写る古写真がある。

## 展示
模擬天守は奥平家歴史資料館として一般公開されており、奥平家歴代の当主の甲冑、奥平忠昌が徳川家康から拝領した白鳥鞘の鑓（しらとりざやのやり）、長篠の戦いを描いた長篠合戦図大掛軸、武田信玄から拝領した「大」の字の陣羽織、徳川家康真筆書・徳川家康軍法事書や奥平信昌真筆書など古文書類が展示されている。

## 売却問題
模擬天守等の城跡の建築物は、奥平家子孫の奥平政幸が代表取締役を務める中津勧業が、また、城址の土地は隣接する奥平政幸が代表役員を務める奥平神社が、それぞれ所有していたが、年々維持費が入場料を上回り赤字となっていることから、2007年（平成19年）7月、土地、建物（展示物、奥平神社は除く）を、中津市か民間企業に売却する方針であることを明らかにした。中津勧業は、当初3億円の売却価格を中津市の希望通り1億5000万円に引き下げたが、中津市が「1億3900万円までしか出せない」と譲らなかったため、2010年（平成22年）7月に不動産会社を通じインターネット上で一般に売却することにした。
2010年（平成22年）10月4日、中津勧業は株主総会で、模擬天守などの建物を埼玉県で福祉事業を営む株式会社千雅に売却することを報告し、承認された。なお、売却されるのは建物だけで、土地や展示物は有料で貸与される。中津城は従来通り観光施設（奥平家歴史資料館）として一般公開されている。

## 海城としての中津城
中津城は上記の通り（構造の項）、水城（海城）であり、日本三大水城のひとつである。柴田龍司の海城の立地による分類では河口型になる。
豊臣氏政権時代から徳川氏政権初期段階において九州地方に入部した大名は海城を居城としていることが多い。豊臣政権時代に豊前国に入部した黒田氏が中津城を築城した。徳川氏政権初期段階には細川氏が入城したが、細川氏はこれまた海城である豊前小倉城（福岡県北九州市小倉北区）を同時使用している。細川氏がそれ以前に居城としていた丹後宮津城（京都府宮津市）も海城であり、細川氏の海城に対する執着が窺える。

## イベント(過去の事例)
- 3月 - 中津城人間ひな飾り（天守閣前に大型ひな壇を設置し、その年中津市で結婚したカップルを御内裏様・御雛様とし、市民参加のお祭りとなっている。）
- 5月 - 中津城たにし祭り（奥平家が武運長久した長篠の戦に由来したお祭り。火縄銃演武や甲冑行列が開催される。）
- 10月 - 中津城観世能（江戸時代、徳川家康に愛された観世流の能を開催する。）
- 11月 - 中津城写生大会（中津市内の幼稚園保育所の園児・小中学校の児童生徒を対象に、中津城を写生する）

その他、中津藩出身で慶応義塾大学を創設した福沢諭吉に因み、中津市の高等学校から、慶応義塾大学に進学した方には、奨学金が付与される。

## 利用案内※料金は公式サイトを要確認
開門時間
- 午前9時から午後5時

休館日
- 年中無休

所在地
- 〒871-0050 大分県中津市二ノ丁本丸

駐車場
- 本丸、ニノ丸公園などに無料駐車場あり

## アクセス
- JR九州日豊本線中津駅より徒歩15分